# Альбрехт II (герцог Брауншвейг-Гёттингена)
Альбрехт II Толстый (около 1268 — 22 сентября 1318) — князь Брауншвейг-Вольфенбюттеля (1279—1291, 1292—1318) и князь Гёттингена (1286—1318).

## Биография
Второй сын Альберта Высокого, герцог Брауншвейг-Люнебургского, Альбрехт был ещё ребёнком, когда его отец умер в 1279 году. Сначала он находился под опекой своего дяди Конрада, князя-епископа Верденского, а затем своего старшего брата Генриха.
В 1284 году Альбрехт II женился на Риксе, дочери герцога Генриха I Верльского и Рикицы Биргерсдоттир. Дети, достигшие взрослого возраста:
1. Адельгейда, вышла замуж за Иоганна, ландграфа Гессена
2. Рихеза, аббатиса монастыря в Гандерсхайме
3. Метхильда
4. Ютта
5. Отто (ум. 1344)
6. Лудер, рыцарь Тевтонского ордена
7. Альбрехт, епископ в Хальберштадте (ум. 1358)
8. Генрих, епископ в Хильдесхайме (ум. 1362)
9. Магнус I (ум. 1369)
10. Эрнст I (ум. 1367)

В 1286 году три брата поделили княжество Вольфенбюттель; Альберт получил области вокруг Гёттингена, Миндена, Нортхайма, Каленберга и Ганновера. Он сделал Гёттинген своей резиденцией. В 1292 году третий брат, Вильгельм, умер бездетным; Альбрехт и Генрих поссорились из-за наследства брата, княжества Грубенхаген, победу в споре одержал Альбрехт.